# Windenergie-auf-See-Gesetz

Karte der Offshore-Windparks in der Deutschen Bucht

Das Windenergie-auf-See-Gesetz, kurz WindSeeG regelt seit 2017 den Rechtsrahmen für deutsche Offshore-Windparks. Vorher fielen diese Windparks unter die Seeanlagenverordnung (SeeAnlV) und das Erneuerbare-Energien-Gesetz (EEG). Im Unterschied zur alten Regelung wird die Förderhöhe nach dem WindSeeG per Ausschreibung nach Angebot und Nachfrage statt wie zuvor auf Grundlage fester Vergütungssätze bestimmt.
Das WindSeeG wurde mit dem Gesetz zur Einführung von Ausschreibungen für Strom aus erneuerbaren Energien und zu weiteren Änderungen des Rechts der erneuerbaren Energien beschlossen, das am 18. Oktober 2016 im Bundesgesetzblatt verkündet wurde und seitdem zwei Mal überarbeitet. Eine dritte Novelle ist zum 1. Januar 2023 in Kraft getreten.

## Sinn und Zweck
Zweck des Gesetzes ist nach dessen § 1, insbesondere im Interesse des Klima- und Umweltschutzes die Nutzung der Windenergie auf See auszubauen und die installierte Leistung von Offshore-Windparks in deutschen Küstengewässern stetig, kosteneffizient und unter Berücksichtigung der notwendigen Netzkapazitäten zu steigern. Durch den stetigen Ausbau soll ein Fadenriss verhindert werden, der zu strukturellen Verwerfungen in den Küstenländern führt und letztlich die Kosten für den Ausbau in die Höhe treibt.

## Inhalt
Nach § 2 Abs. 5 S. 1 des EEG in der Fassung von 2014 sollten die finanzielle Förderung und ihre Höhe für Strom aus erneuerbaren Energien bis spätestens 2017 durch Ausschreibungen ermittelt werden. Hintergrund war, dass die bisherige Förderung über Einspeisevergütungen nach Ansicht der Europäischen Kommission mit zunehmender Marktreife als staatliche Beihilfe nicht mehr zu rechtfertigen war. Den Übergang von Einspeisevergütungen auf ein wettbewerbspolitisches Ausschreibungs-Modell setzt das WindSeeG für die Offshore-Windkraft um.
Nach einer Übergangsphase, in der in den Jahren 2017 und 2018 Projekte ausgeschrieben wurden, die bereits weit fortgeschritten waren, finden seit 2021 Ausschreibungen für Offshore-Windparks, die ab 2026 in Betrieb genommen werden sollen, im sog. zentralen Modell statt.

### Flächenentwicklungsplan
Grundlage des zentralen Modells ist der vom Bundesamt für Seeschifffahrt und Hydrographie (BSH) in Abstimmung mit der Bundesnetzagentur und den Übertragungsnetzbetreibern entwickelte Flächenentwicklungsplan (FEP). Der Flächenentwicklungsplan löst den bisherigen Offshore-Netzentwicklungsplan ab, der von den Übertragungsnetzbetreibern erstellt wurde. Hinzu kommt der Netzentwicklungsplan Strom, in dem Planungen für die Anbindungsleitungen und Netzverknüpfungspunkte auch für die Offshore-Windenergie enthalten sind.
Auf den im Flächenentwicklungsplan bestimmten Flächen werden vom Staat die notwendigen Voruntersuchungen vorgenommen und die Flächen anschließend für den Bau von Windparks ausgeschrieben. Den Zuschlag erhält der Projektentwickler, der die niedrigste Marktprämie fordert, die für den produzierten Strom als Mindestpreis gezahlt werden soll. Der Bieter, der den Zuschlag bekommt, erhält das ausschließliche Recht zur Durchführung eines Planfeststellungsverfahrens zur Errichtung und dem Betrieb von Windenergieanlagen und einen Anspruch auf Anschluss der Windenergieanlagen an die im Flächenentwicklungsplan festgelegte Offshore-Anbindungsleitung.

#### FEP 2023
Das BSH hat am 20. Januar 2023 den FEP 2023 zusammen mit den Umweltberichten im Rahmen der Strategischen Umweltprüfung veröffentlicht. Der FEP 2023 legt die Grundlage für die Erreichung des Ausbauziels von 30 Gigawatt bis zum Jahr 2030 und setzt die Novelle zum 1. Januar 2023 um. Zwischen 2026 und 2032 sollen insgesamt 24.738 Megawatt zugebaut werden.

#### FEP 2025
Das BSH hat am 30. Januar 2025 den FEP 2025 zusammen mit den Umweltberichten im Rahmen der Strategischen Umweltprüfung veröffentlicht. Der FEP 2025 hat den jährlichen Zubau zwischen 2029 und 2034 angepasst. Zwischen 2026 und 2034 sollen insgesamt 30.738 Megawatt (zzgl. Offshore-Windpark Gennaker außerhalb des FEP) zugebaut werden.
Jährlicher Zubau der Offshore-Windenergie in Deutschland gemäß Flächenentwicklungsplan 2025:
| 9.0008.0007.0006.0005.0004.0003.0002.0001.000034220222572023742202425320251.858202698020271.80020281.50020296.50020309.00020315.00020323.00020332.0002034 |

## Verfassungsbeschwerde gegen das WindSeeG
Auf Verfassungsbeschwerden unter anderem von Wpd entschied das Bundesverfassungsgericht im Juni 2020, dass das WindSeeG verfassungswidrig ist, soweit es keinen Ausgleich für frustrierte Investitionen der Vorhabenträger vorsieht, deren Windkraftprojekte durch das Gesetz beendet wurden.
Geklagt hatten mehrere Windpark-Projektentwickler, die noch nach der bis Ende 2016 geltenden Seeanlagenverordnung die Zulassung von Offshore-Windparks in der Nordsee beantragt und dafür auf eigene Kosten die für ihre Projekte notwendigen Planungen und Untersuchungen durchgeführt hatten. Mit Inkrafttreten des WindSeeG wurden die noch laufenden Planfeststellungsverfahren ohne Kompensation beendet. Das Gericht entschied, dass der Staat den Entwicklern die Kosten für ihre Planungen und Untersuchungen ersetzen muss, wenn sie ihre Daten herausgeben und für die entsprechenden Flächen bis 2030 ein Zuschlag erteilt wird. Das WindSeeG wurde mit der Novelle 2020 entsprechend angepasst.

## Novellen

### Novelle 2018
Mit dem sog. Energiesammelgesetz wurden im Jahr 2018 erste Regelungen zur Wasserstoffherstellung auf See in das WindSeeG aufgenommen. Es wurde klargestellt, dass das WindSeeG nur ans Netz angebundene Windenergieanlagen reguliert und die Möglichkeit geschaffen, „sonstige Energiegewinnungsbereiche“ festzulegen. Die Vergabe von sonstigen Energiegewinnungsbereichen wird von der im Oktober 2021 in Kraft getretenen Verordnung zur Vergabe von sonstigen Energiegewinnungsbereichen in der ausschließlichen Wirtschaftszone (Sonstige-Energiegewinnungsbereiche-Verordnung – SoEnergieV) geregelt.

### Novelle 2020
Ende 2020 wurde das WindSeeG novelliert und an das gestiegene Ausbauziel von 20 Gigawatt bis 2030 (vorher 15 Gigawatt) und 40 Gigawatt bis 2040 angepasst. Die Menge der jährlich ausgeschriebenen Flächen wird flexibler und die Realisierungsfristen werden gestrafft. Zur Umsetzung des Urteils des Bundesverfassungsgerichts wurde eine Regelung zur Kostenerstattung für Untersuchungen von Altinhabern von Projektrechten eingeführt.
Zudem wurde ein Losverfahren für den Fall von mehreren Null-Cent-Geboten eingeführt. Eine ursprünglich angedachte zweite Gebotskomponente, bei der neben der Höhe der gebotenen Marktprämie noch der Beitrag des Projektentwicklers zu den Kosten des Netzanschlusses Teil des Gebots gewesen wäre, wurde im Gesetzgebungsverfahren verworfen. Abgelehnt wurde auch ein Antrag der Grünen, auf ein System sog. Differenzverträge (Contracts for Difference) umzusteigen, bei dem nicht mehr auf eine zusätzlich zum am Markt zu erlösenden Strompreis zu zahlende Marktprämie geboten wird, sondern auf einen vom Marktgeschehen unabhängigen festen Preis. Der Umgang mit Null-Cent-Geboten sollte 2022 evaluiert werden. Inhaber bestehender Projekte haben ein gesetzliches Eintrittsrecht und können in einen erteilten Zuschlag eintreten.

### Novelle 2023
Der Koalitionsvertrag der 20. Wahlperiode des Bundestages (Kabinett Scholz) hob die Offshore-Ausbauziele nochmals an: Bis zum Jahr 2030 soll die Kapazität für Offshore-Windenergie auf 30 Gigawatt, bis zum Jahr 2035 auf 40 Gigawatt und bis zum Jahr 2045 auf 70 Gigawatt erhöht werden.

#### Ursprünglicher Entwurf
Das Bundesministerium für Wirtschaft und Klimaschutz hat dazu Anfang 2022 einen Entwurf eines Zweiten Gesetzes zur Änderung des WindSeeG vorgelegt. Neben der Anhebung der Ausschreibungsmengen sollten die zentral voruntersuchten Flächen über Differenzverträge statt Marktprämien ausgeschrieben werden. Nicht zentral voruntersuchte Flächen sollten nach qualitativen Kriterien ausgeschrieben werden. Eine Vergabe der Netzanbindung sollte unmittelbar nach Aufnahme der jeweiligen Fläche in den Flächenentwicklungsplan vergeben werden können, was die Auftragsvergabe um mehrere Jahre beschleunigen sollte. Zu den qualitativen Kriterien nach denen die Vergabe nicht zentral untersuchter Flächen erfolgen sollte, zählten neben einer möglichen Zahlung des Bieters, die dem Umweltschutz und der Senkung der Netzentgelte zugutekommen soll, Kriterien wie der Energieertrag, der Abschluss umfassender Power Purchase Agreements, die Vereinbarkeit mit dem Natur- und Artenschutz sowie die Recyclingfähigkeit der Rotorblätter.

#### Verabschiedete Fassung
Die Novelle wurde im April 2022 im Kabinett beschlossen und am 7. Juli 2022 vom Bundestag verabschiedet.
Gegenüber dem ursprünglichen Gesetzesentwurf wurde die Vergütung über Differenzverträge auf Betreiben der FDP gestrichen. Differenzverträge seien „ein staatlich-privates Preiskartell zulasten von Wettbewerb und Marktintegration“. Über eine Verordnungsermächtigung ist aber der Abschluss von Differenzverträgen für Industriestromverträge möglich.
Mit der Novelle werden Windparks auf zentral voruntersuchten Flächen mit Ausnahme des Netzanschlusses nicht mehr gefördert. Die Ausschreibung für zentral voruntersuchte Flächen erfolgt nicht mehr über Marktprämien, sondern umfasst zukünftig zwei Komponenten: Zum einen für den Zuschlag zu bietenden Geldbetrag, der zu 60 % in die Bewertung eingeht, zum anderen die zu je 10 % in die Bewertung eingehenden qualitativen Kriterien der auf der ausgeschriebenen Fläche zu errichtenden Kapazität, des Naturschutzes, der Emissionen beim Bau des Windparks und des Anteils an Auszubildenden beim Windparkbetreiber, Zulieferern und Dienstleistern. Die Einnahmen aus den Zahlungen der Windparkbetreiber sollen zu 90 % in die Offshore-Netzumlage eingehen und damit die Stromkosten senken. 5 % sollen dem Meeresschutz zugutekommen und 5 % sind für Maßnahmen der umweltschonenden Fischerei vorgesehen. Das ursprünglich für nicht voruntersuchte Flächen vorgesehene qualitative Kriterium der Recyclingfähigkeit der Rotorblätter wurde als Zuschlagskriterium gestrichen. Stattdessen soll mit dem „Beitrag zur Dekarbonisierung des Ausbaus der Windenergie auf See“ die Klimaverträglichkeit des Herstellungsprozesses bewertet werden und mit dem „Beitrag zur Fachkräftesicherung“ die europäische Windindustrie geschützt werden. Bei zentral voruntersuchten Flächen entfällt zudem das Planfeststellungsverfahren und wird durch ein beschleunigtes Plangenehmigungsverfahren ersetzt.
Für nicht zentral voruntersuchte Flächen wird weiterhin auf eine Marktprämie geboten. Die Entscheidung zwischen mehreren Null-Cent-Geboten erfolgt durch eine zweite Gebotskomponente, also eine angebotene Zahlung des Bieters.
Außereuropäische Bieter können vom Zuschlagsverfahren ausgeschlossen werden, wenn ein Zuschlag oder der spätere Betrieb einer Anlage die öffentliche Ordnung oder die Sicherheit Deutschlands voraussichtlich beeinträchtigen würde.

#### Genehmigung und Inkrafttreten
Die notwendige beihilferechtliche Genehmigung der Novelle durch die Europäische Kommission wurde im Dezember 2022 erteilt, so dass die Novelle wie geplant zum 1. Januar 2023 in Kraft treten konnte.

### Forderungen nach erneuter Novelle

#### Kritik an zweiter Gebotskomponente
Nach den ersten Ausschreibungsrunden nach dem novellierten WindSeeG im Jahr 2023 veröffentlichte der Verband VDMA ein Positionspapier mit Forderungen für eine erneute Novellierung des Gesetzes vor den für 2024 angesetzten Ausschreibungen. Negative Gebote bzw. im Fall von nicht voruntersuchten Flächen die zweite Gebotskomponente in Form von Zahlungen sollten abgeschafft werden. Jedenfalls aber sollten die Zahlungen gedeckelt und ihre Gewichtung gegenüber qualitativen Kriterien verringert werden. Die Zahlungen sollten zeitlich zudem nach vorn verlegt werden. Die bei den Ausschreibungen für voruntersuchte Flächen im Jahr 2023 erstmals angewandten qualitativen Kriterien sollten im Hinblick auf ihre Praktikabilität und Nutzen überarbeitet werden.
Die Ausschreibung von nicht voruntersuchten Flächen im Jahr 2023 endete gegen eine Zahlung von 12,6 Mrd. Euro mit Zuschlägen für zwei Mineralölunternehmen. Die Stiftung Offshore-Windenergie kritisiert die gesetzliche Ausgestaltung: Sie fürchtet steigende Strompreise, weil die Windparkbetreiber ihre Gebote wieder verdienen müssten und noch stärkeren Druck auf die Lieferkette ausüben könnten. Die Stiftung vergleicht die Offshore-Ausschreibungsergebnisse mit der UMTS-Versteigerung im Jahr 2000. Die Maximierung der staatlichen Einnahmen ging demnach mit einer schlechten Netzabdeckung einher.
Die Beteiligung an dem Gebotsverfahren im Jahr 2023 war groß und bringt über 20 Jahre Einnahmen von insgesamt rund 13,3 Mrd. Euro. Davon verbuchte der Bundeshaushalt im Jahr 2023 Einnahmen von 1,34 Mrd. Euro, für die die Zweckbindung im WindSeeG 2023 jeweils rund 670 Mio. Euro für die Fischerei und den Meeresnaturschutz vorsieht. Im Zuge von Sparmaßnahmen, die das Kabinett Scholz für den Ausgleich des Haushaltssaldos durchführt, sollen rückwirkend 780 Mio. Euro für andere Zwecke genutzt werden. Die Deutsche Umwelthilfe und Mecklenburg-Vorpommerns Umweltminister Till Backhaus kritisieren die Pläne.
Die Deutsche Umwelthilfe, der Deutsche Naturschutzring, der Deutsche Gewerkschaftsbund und die IG Metall fordern, sozial-ökologische Kriterien bei der Flächenvergabe in den Mittelpunkt zu stellen. Das Ausschreibungsverfahren führe dazu, dass sich die kapitalstärksten Bieter durchsetzen. Der Schutz von Natur, Arten und Arbeitsplätzen spiele dagegen bei der Vergabe kaum eine Rolle.
Eine weitere Studie von 2025 im Auftrag der Stiftung Offshore-Windenergie warnt vor Risiken des Ausschreibungsdesigns. Die ungedeckelte Gebotskomponente führe zu steigenden Kosten und drohenden Projektabbrüchen. Die hohen Gebote könnten dazu führen, dass zunehmend chinesische Windenergieanlagen errichtet werden. Dadurch könnte die europäische und heimische Zulieferkette weiter unter Druck geraten. Die hohen Gebote könnten außerdem langfristig zu steigenden Strompreisen führen, da Betreiber die Kosten über Stromlieferverträge an die Industrie weitergeben. Besonders betroffen wären energieintensive Unternehmen und Branchen.

#### Kritik an Ausbauzielen nach Kapazität
Der Deutschland-Chef des Netzbetreibers TenneT kritisiert das vom WindSeeG vorgesehene Ausbauziel von 70 GW Kapazität im Jahr 2045. Die deutsche Nord- und Ostsee sei zu klein, um diese Kapazität effizient zu nutzen. Verschattungen würden die Zahl der erreichbaren Volllaststunden halbieren. Sinnvoller sei die Vorgabe von Energiezielen anstelle von Kapazitätszielen. Die aktuell vorgesehenen 70 GW Kapazität entsprächen einer Stromerzeugung von 215 TWh im Jahr, was auch mit 15–20 GW weniger Kapazität durch die dann geringere Verschattung erreicht werden könne und die Ausbaukosten bei gleichem Energieertrag senken würde. Axel Kleidon, Physiker und Meteorologe am Max-Planck-Institut für Biogeochemie, rechnet ebenfalls damit, dass ein Ausbau auf 70 GW den Ertrag um bis zu 40 Prozent reduzieren würde.

#### Forderung nach Förderung über Differenzverträge
Nachdem im August 2025 erstmals auf eine Ausschreibung nach dem WindSeeG keine Gebote eingingen, forderten Verbände wie der BDEW und BWO, das Fördermodell auf zweiseitige Differenzverträge (Contracts for Difference) umzustellen. Bei diesem Modell wird ein fester Strompreis zwischen dem Staat und dem Betreiber der Anlage festgelegt. Ist der aktuelle Marktpreis niedriger als der vereinbarte Preis, zahlt der Staat die Differenz an den Betreiber (Preisuntergrenze). Liegt der Marktpreis jedoch höher, muss der Betreiber die zusätzlichen Einnahmen an den Staat abtreten. Die Förderung über Differenzverträge war bereits in den ursprünglichen Entwürfen der Novellen 2020 und 2023 des WindSeeG vorgesehen.

## Ausschreibungen nach dem WindSeeG

### Entwicklung der Ausschreibungspreise
In den beiden Ausschreibungen in der Übergangsphase in den Jahren 2017 und 2018 wurden mengengewichtete durchschnittliche Marktprämien von 0,44 ct/kWh (2017) und 4,66 ct/kWh (2018) bezuschlagt. 2018 gab es dabei erstmals eine „Ostseequote“, die das überlastete norddeutsche Stromnetz entlasten sollte.
In der ersten Ausschreibungsrunde nach dem zentralen Modell zum Gebotstermin 1. September 2021 wurden drei Flächen mit einem Ausschreibungsvolumen von insgesamt 958 MW ausgeschrieben, davon zwei in der Nordsee und eine in der Ostsee. Der Zuschlagswert auf allen drei Flächen lag bei 0,00 ct/kWh, die erfolgreichen Bieter erhalten also neben dem auf dem Strommarkt zu erzielenden Preis nur die für sie kostenfreie Netzanbindung als Förderung. Die Kosten der vom BSH durchgeführten Voruntersuchungen werden auf die bezuschlagten Bieter umgelegt. Für zwei der Flächen (N-3.8 und O-1.3) hatten mehrere Bieter 0,00 ct/kWh als Marktprämie geboten, hier wurde im Losverfahren entschieden.
Die Ausschreibung 2022 endete wieder mit einem Zuschlagswert von 0,00 ct/kWh für die Fläche N-7.2 mit einem Ausschreibungsvolumen 980 MW. Für die Fläche besteht ein Eintrittsrecht des Erwerbers der ursprünglichen Projektierer.
Am 1. Juni 2023 erfolgte eine Ausschreibung für 7.000 MW auf nicht voruntersuchten Flächen in Nord- und Ostsee. Nachdem jeweils mehrere Gebote mit einem Gebotswert von null Cent pro Kilowattstunde abgegeben wurden, führte die Bundesnetzagentur auf Grundlage des WindSeeG ein dynamisches Gebotsverfahren durch, bei dem der Bieter mit der höchsten Zahlungsbereitschaft für eine Fläche jeweils den Zuschlag erhält. Die Auktion endete mit Zuschlägen für BP für zwei Flächen in der Nordsee und für TotalEnergies für eine Fläche in der Nord- und eine Fläche in der Ostsee. Insgesamt boten beide Mineralölunternehmen EUR 12,6 Mrd. für die Zuschläge.
Am 1. August 2023 folgte eine Ausschreibung für 1.800 MW auf vier voruntersuchten Flächen in der Nordsee. Bei der Ausschreibung wurden erstmals qualitative Kriterien und eine mögliche Zahlung in die Auswahl einbezogen. RWE war ohne Zahlung bei den Flächen N-3.5 und N-3.6 erfolgreich (zusammen 900 MW, zukünftig Nordseecluster B), für die ein Eintrittsrecht von RWE bestand. N-6.6 (630 MW) ging ebenfalls an RWE, hier hat aber Vattenfall ein Eintrittsrecht. Für die Flächen N-6.6 und N-6.7 werden Zahlungen von insgesamt EUR 784 Mio. erbracht. Für die Fläche N-6.6 hat Vattenfall das Eintrittsrecht ausgeübt. Dort soll das Projekt Nordlicht II, zusammen mit der 2022 vergebenen Fläche N-7.2 (Nordlicht I) verwirklicht werden.
Am 1. Juni 2024 folgte eine Ausschreibung für 2.500 MW auf zwei nicht voruntersuchten Flächen in der Nordsee. Bei der Fläche N-11.2 (1.500 MW) bekam die Offshore Wind One GmbH, eine Bietergemeinschaft von RWE und TotalEnergies, für 1,96 Milliarden Euro den Zuschlag. RWE zog sich kurzfristig zurück, so dass TotalEnergies die Fläche alleine entwickeln wird. Bei der Fläche N-12.3 (1.000 MW) war die EnBW Energie Baden-Württemberg für 1,07 Milliarden Euro erfolgreich.
Zum 1. August 2024 wurden die zentral voruntersuchten Flächen N-9.1 (2.000 MW), N-9.2 (2.000 MW) und N-9.3 (1.500 MW) ausgeschrieben. N-9.1 und N-9.2 gingen für zusammen 250 Mio. Euro an RWE, N-9.3 an den Vermögensverwalter Luxcara. Für keine der Flächen besteht ein Eintrittsrecht. Die Zahlungen für die Flächen fielen erheblich niedriger aus als für die vorangegangene Ausschreibung nicht voruntersuchter Flächen. Als Grund dafür sieht der Bundesverband der Windenergie Offshore, dass durch die Nähe der Flächen zu Schifffahrtsrouten nur 2.200 bis 2.400 Volllaststunden erreichbar seien und die Energieausbeute damit erheblich niedriger liege.
Bei der Ausschreibung für die nicht zentral voruntersuchte Fläche N-9.4 (1.000 MW) zum 1. Juni 2025 kam es zwischen zwei Bietern zu zwölf Gebotsrunden. Schließlich erhielt TotalEnergies den Zuschlag für die Zahlung von EUR 180.000 pro MW bzw. EUR 180 Mio. für die gesamte Fläche. Erstmals war sogenanntes Overplanting vorgeschrieben, es müssen also zehn bis 20 Prozent mehr Windkapazität errichtet werden, als über den Netzanschluss mit einer Leistung von einem Gigawatt abtransportiert werden können. Ziel ist, die Kapazität des Netzanschlusses optimal auszunutzen.
Nach dem Flächenentwicklungsplan 2023 folgte zum 1. August 2025 eine Ausschreibung für weitere 2.500 MW, die sich auf die Flächen N-10.2 (500 MW) und N-10.1 (2.000 MW) verteilen. Bei dieser Ausschreibung ging kein Gebot ein. Grund war nach Angaben der Energiebranche die hohe geforderte Bebauungsdichte, die zu geringen Volllaststunden durch gegenseitige Verschattung führt. Das Bundesministerium für Wirtschaft und Energie (Kabinett Merz) argumentierte mit zusätzlichen Risiken durch die geologischen Bedingungen in diesem Bereich der Nordsee. Die betroffenen Flächen N-10.1 und N-10.2 werden zum Gebotstermin 1. Juni 2026 erneut ausgeschrieben.

### Zuschläge 2017
- Borkum Riffgrund 3 (teilweise)
- Gode Wind 3 (teilweise)
- He dreiht

### Zuschläge 2018
- Borkum Riffgrund 3 (teilweise)
- Gode Wind 3 (teilweise)
- Baltic Eagle
- Wikinger Süd (Zuschlag widerrufen)[40]
- Kaskasi
- Arcadis Ost 1

### Zuschläge 2021
- Windanker durch Eintrittsrecht
- Nordseecluster A (Fläche N-3.7)
- Nordseecluster A (Fläche N-3.8) durch Eintrittsrecht

### Zuschläge 2022
- Nordlicht I (Fläche N-7.2) durch Eintrittsrecht

### Zuschläge 2023

#### Nicht voruntersucht (alle nach dynamischem Gebotsverfahren)
- Fläche N-11.1
- Fläche N-12.1
- Fläche N-12.2
- Fläche O-2.2

#### Voruntersucht
- Nordseecluster B (Fläche N-3.5)
- Nordseecluster B (Fläche N-3.6)
- Nordlicht II (Fläche N-6.6)
- Waterkant (Fläche N-6.7)

### Zuschläge 2024

#### Nicht voruntersucht (alle nach dynamischem Gebotsverfahren)
- Fläche N-11.2
- Dreekant (Fläche N-12.3)

#### Voruntersucht
- Windbostel Ost (Fläche N-9.1)
- Windbostel West (Fläche N-9.2)
- Waterekke (Fläche N-9.3)

### Zuschläge 2025

#### Nicht voruntersucht (nach dynamischem Gebotsverfahren)
- Fläche N-9.4

### Kommentare
- Spieth/Lutz-Bachmann, Offshore-Windenergierecht 1. Auflage 2018

### Rechtswissenschaftliche Aufsätze
- Pflicht: Gesetz zur Entwicklung und Förderung der Windenergieanlagen auf See, EnWZ 2016, 550.
- Uibeleisen: Das neue WindSeeG, Überblick über den zukünftigen Rechtsrahmen für Offshore-Windparks, NVwZ 2017, 7.
- Dannecker/Ruttloff: Kein Vertrauensschutz für Offshore-Windparkprojekte?, EnWZ 2016, 490.
- Lutz-Bachmann/Liedtke: Neue Ausschreibungen für Offshore-Windenergie, EnWZ 2022, 313